# Giovanni Malagodi
Giovanni Francesco Malagodi (ur. 12 października 1904 w Londynie, zm. 17 kwietnia 1991 w Rzymie) – włoski polityk i bankowiec, długoletni parlamentarzysta, minister, lider Włoskiej Partii Liberalnej (PLI), w 1987 przewodniczący Senatu. Uznawany za jednego z najwybitniejszych przedstawicieli kultury liberalnej we Włoszech.

## Życiorys
Syn Olinda Malagodiego, pisarza i dziennikarza, liberała oraz zwolennika Giovanniego Giolittiego. W 1926 ukończył w Rzymie studia prawnicze. Podjął pracę w banku Banca Commerciale Italiana, po kilku latach zaczął obejmować w nim stanowiska dyrektorskie. Bankiem kierował wówczas Raffaele Mattioli, Giovanni Malagodi stał się jego bliskim współpracownikiem. W 1937 powołany na dyrektora generalnego banku Sudameris, przeniósł się do Paryża, a w 1940 do Buenos Aires. Powrócił do Włoch w 1947, był doradcą rządu i jego przedstawicielem na różnych konferencjach, od 1949 formalnie zatrudniony w resorcie spraw zagranicznych.
Zaangażował się w działalność polityczną w ramach Włoskiej Partii Liberalnej. W 1953 po raz pierwszy z jej ramienia uzyskał mandat posła do Izby Deputowanych. Pięciokrotnie z powodzeniem ubiegał się o reelekcję, zasiadając w niższej izbie włoskiego parlamentu do 1979. Od 1954 do 1972 kierował PLI jako jej sekretarz. W 1955, wkrótce po objęciu tej funkcji, doszło do rozłamu w partii, gdy związane z czasopismem „Il Mondo” skrzydło lewicowe Maria Pannunzio powołało Partię Radykalną. W trakcie przywództwa Giovanniego Malagodiego Włoska Partia Liberalna zwróciła się w stronę liberalizmu Luigiego Einaudiego, wyrażając sprzeciw wobec upaństwowienia sektora energii elektrycznej czy poglądów centrolewicy. W wyborach z 1963 ugrupowanie uzyskało najlepszy wynik w historii (około 7%), po czym stopniowo traciło poparcie.
W 1972 polityk odszedł z funkcji sekretarza PLI. Od czerwca 1972 do lipca 1973 po raz jedyny w swojej karierze pełnił funkcję rządową – był ministrem skarbu w drugim gabinecie Giulia Andreottiego. Przez kilka lat zajmował techniczno-organizacyjne stanowisko przewodniczącego partii, ustąpił z niego w drugiej połowie lat 70., nie zgadzając się z linią nowego sekretarza Valeria Zanone. W 1979, 1983 i 1987 był wybierany na senatora. Od kwietnia do lipca 1987 sprawował urząd przewodniczącego Senatu. Zmarł w trakcie X kadencji parlamentu.